# Revolut
Revolut е международна финансово-технологична компания, базирана във Великобритания.

## История
Стартъпът е създаден през 2015 г. от Николай Сторонски – роден в Русия, но живеещ във Великобритания от 20-годишен, и Влад Яценко – британско-украински програмист и предприемач. Тъй като и двамата имат предишен опит във финансовия сектор, споделят, че мотивацията им да създадат подобен продукт, е, че голяма част от потребителите, особено по-младите, предпочитат да извършват повечето си задачи през смартфоните си, а традиционните банки са твърде тромави в това отношение.

## Описание
Revolut позволява изпращането на електронни пари, обмена на криптовалути като Bitcoin, Litecoin, Ethereum и други и осигурява предплатена дебитна карта за теглене от банкомати в над 120 държави. От декември 2018 г. фирмата има лиценз от Европейската централна банка.
Към 2023 г. потребителите на Revolut в целия свят са над 35 000 000, а в България те наброяват 660 000.